# Garde municipale de Paris

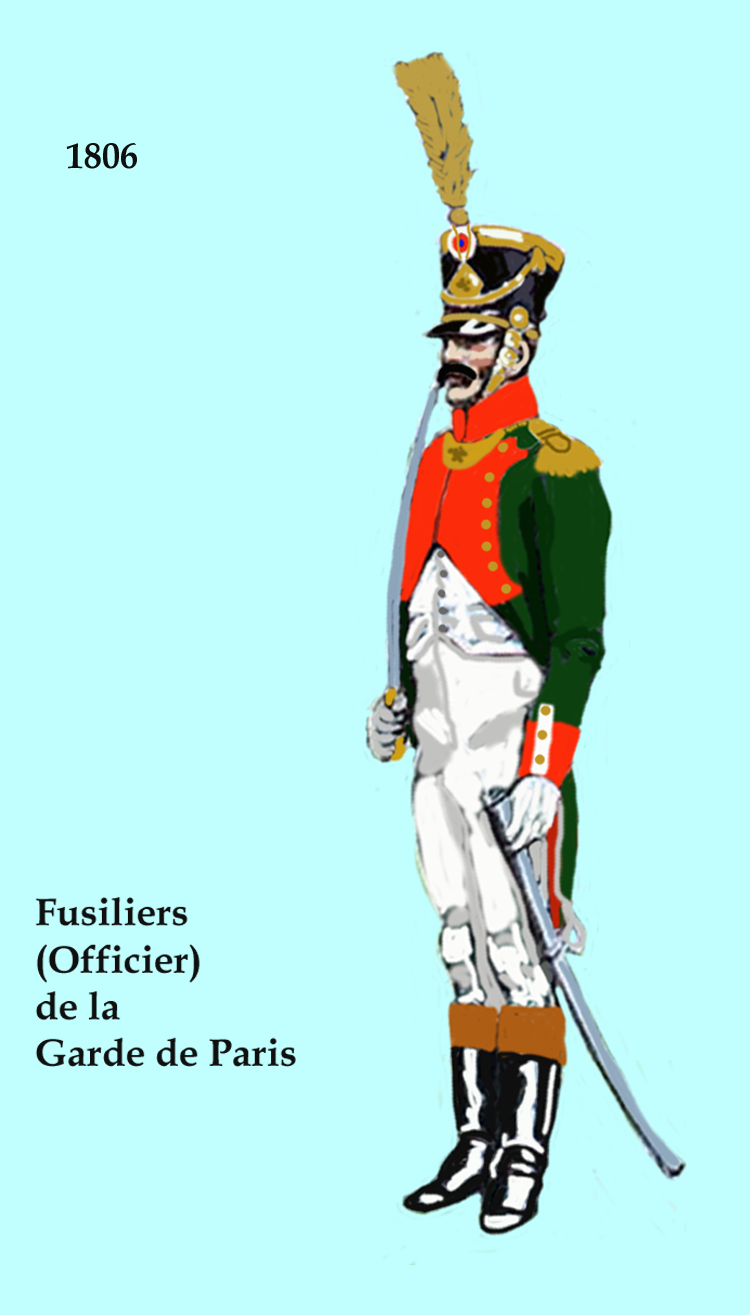
Offizier der Füsiliere des 1. Regiments 1806

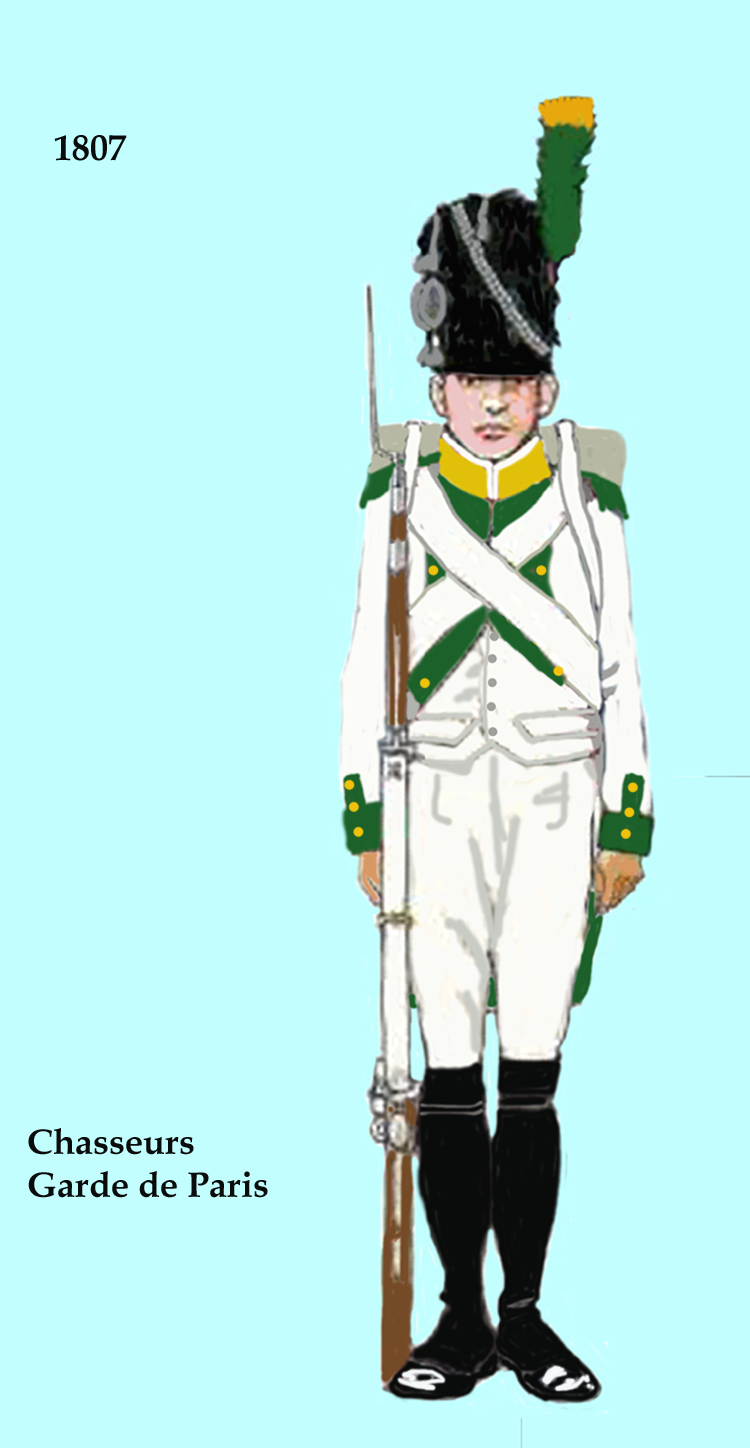
Jäger in der Uniform des 2. Regiments ab 1807

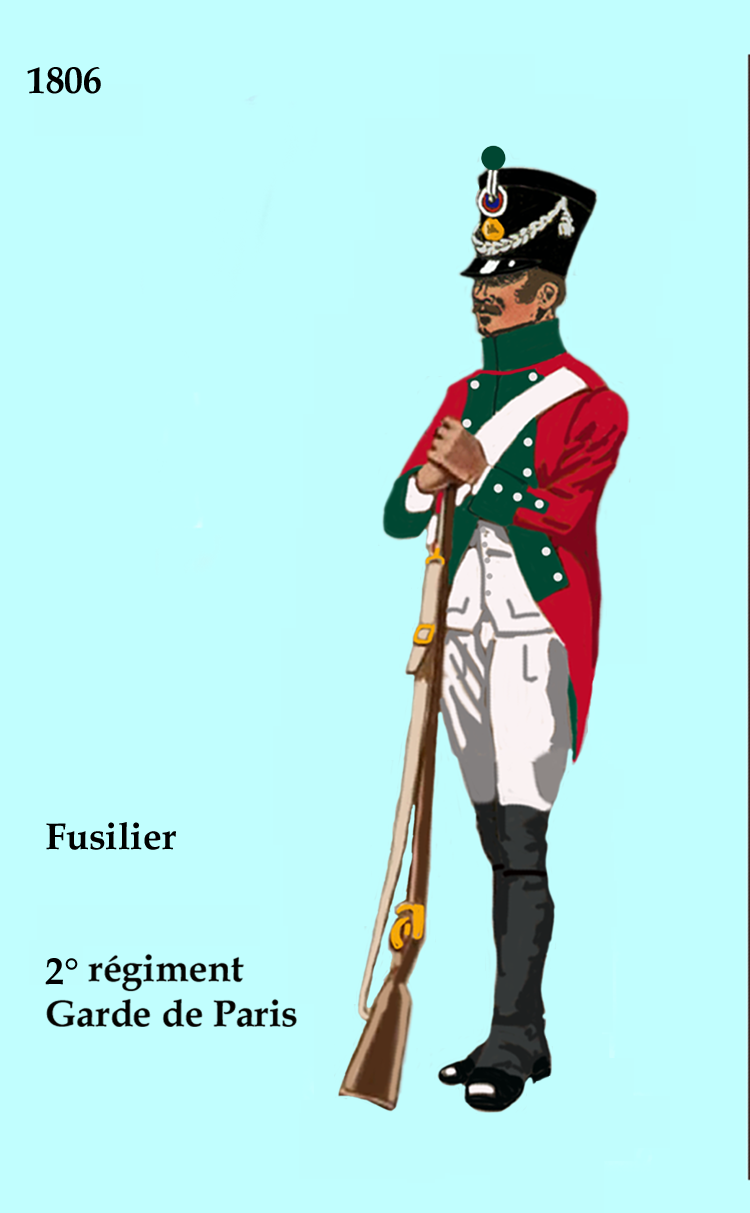
Füsilier des 2. Regiments bis 1807

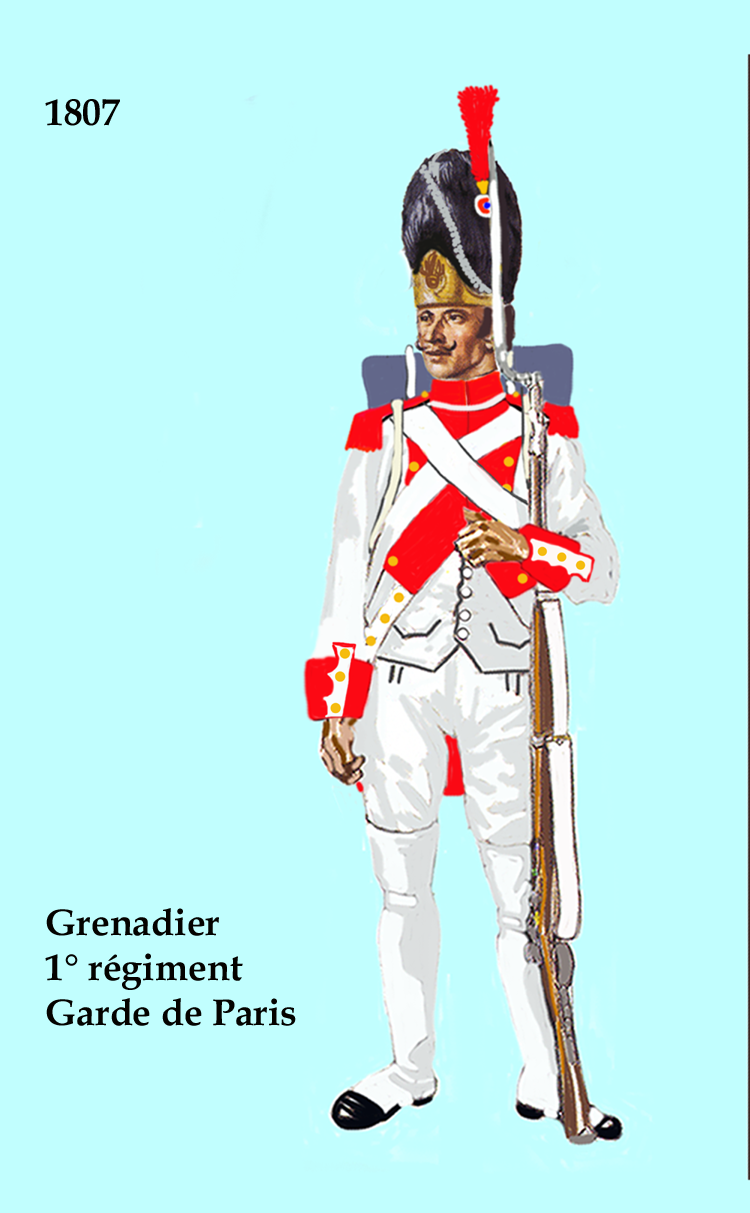
Grenadier des 1. Regiments ab 1807

Die Garde municipale de Paris (etwa: Stadtwache von Paris) war eine Einheit zur Aufrechterhaltung der Ordnung in Paris.

## Formation
Paris war mit einem spezifischen Wachkörper ausgestattet, der mit Polizei- und Bewachungsaufgaben beauftragt war. Diese Truppe trat die Erbschaft der königlichen Nachtwache von Paris („Archers du guet“ genannt) an, die einstmals von König Ludwig IX. ins Leben gerufen worden war. Diese wurde 1750 zur „Garde de Paris“ (Wache von Paris) und unterstellte sich 1789 der Nationalversammlung. Im Jahre 1791 wurde die Einheit aufgelöst, Paris hatte von da an keine solche Wachtruppe mehr. Die Polizei wurde bis 1793 in acht Gendarmerie-Divisionen gegliedert (Gendarmerie nationale parisienne) und dann bis 1796 in Polizeilegion (Légion de police) umbenannt. Danach wurden die Patrouillen und die Bewachung der öffentlichen Gebäude von der aus Bürgern gebildeten Nationalgarde durchgeführt. Von diesen verließen jedoch mehr und mehr ihren Dienst und stellten dafür einen bezahlten Vertreter.
Aufgestellt wurde die „Garde municipale de Paris“ am 4. Oktober 1802 (12 vendémiaire an XI) per Dekret des Konsuls Napoléon Bonaparte. Sie bestand aus zwei Demi-brigades. Die Rekrutierung erfolgte, wie bei der Gendarmerie nationale, aus ehemaligen Militärangehörigen, zwischen 30 und 40 Jahre alt, die Körpergröße sollte mehr als 1,65 Meter betragen, außerdem mussten sie lesen und schreiben können. Sie sollten weiterhin fünf Feldzüge absolviert haben und mussten im Besitz einer Freistellung bzw. Beurlaubung vom Militärdienst sein.

## Organisation
Die Aufgaben waren gleich der Polizei und der Ehrengarde (höheren Repräsentanten von Staat und Stadt stand eine Ehrenbegleitung zu). Die erste Demi-brigade überwachte die Eingänge nach Paris, die zweite war für den Schutz des Magistratsgebäudes, der Präfektur und der Gefängnisse verantwortlich. Außerdem überwachte die Garde Festlichkeiten und Veranstaltungen. Die Dragonerabteilung fungierte als Ehrengarde für die Bürgermeister, den Polizeipräfekten und den Präfekten des Département Seine.
Die Sollstärke betrug bei 2.154 Mann zu Fuß und 180 Reiter. Die Aufsicht über die Organisation lag ausschließlich bei zivilen Stellen:
- Der Präfekt des Seine-Département war Präsident des Rats der Verwaltung.
- Die Offiziere wurden auf Vorschlag des Präfekten vom Ersten Konsul ernannt.
- Die Aufsicht und Überwachung wurde von drei Bürgermeistern der Stadt durchgeführt. Diese wurden vom Präfekten ernannt.

Als sich die Truppe während der Feldzüge 1805 und 1806 nützlich gezeigt hatte, wurde sie per Dekret vom 18. Mai 1806 dem Kriegsministerium unterstellt.

## Uniformierung
Bei der Beschreibung der Uniformierung gibt es in den einzelnen Quellen Abweichungen, was die Kopfbedeckung und einige kleinere Details betrifft.
- Das „1er régiment d’infanterie de la garde municipale de Paris“ trug einen Rock von grüner Farbe, die Aufschläge und das Rockfutter in Rot. Der Kragen war bei den Füsilieren rot, bei den Jägern gelb und bei den Grenadieren grün (und evtl. weiß vorgestoßen).
- Das „2e régiment d’infanterie de la garde municipale de Paris“ trug einen Rock von roter Farbe, die Aufschläge und Rockfutter waren grün. Der Kragen war bei den Füsilieren rot, bei den Jägern gelb und bei den Grenadieren grün.

Die Füsiliere und Jäger trugen einen Tschako, bei den Jägern wird aber auch eine Bärenfellmütze ohne Stirnschild mit Behängen in Grün oder aber in Silbern angegeben. Die Grenadiere trugen immer eine Bärenfellmütze mit einem messingfarbenen Stirnschild und silbernem Behang. An den Bärenfellmützen befand sich immer an der linken Seite ein Stutz, während die Tschakos einmal mit Stutz und einmal nur mit einem Pompon in den Farben der Kompanie zu sehen sind. Beide Regimenter trugen weiße Hosen, schwarze, weiße oder dunkelgraue Gamaschen.
Stutz bzw. Pompon zeigten jeweils die Farben der Kompanie.
Diese Uniform brachte ihnen den Spitznamen Perroquets (Papageien) ein.
Im Jahre 1806/1807 wurde die Uniform geändert:
- weißer Rock, beim ersten Regiment die Aufschläge und das Rockfutter in Rot, beim zweiten Regiment in Grün
- Die Grenadiere trugen eine Bärenfellmütze mit gelbmetallenem Behang und einem ebensolchen Stirnblech, einem roten Federstutz, dazu rote Epauletten und grüne Kragen
- Die Jäger trugen eine Bärenfellmütze ohne Stirnblech mit grünem (oder silbernem) Behang und einem grünen Stutz (oder einen Tschako), dazu grüne Epauletten und gelbe Kragen.
- Die Füsiliere trugen einen Tschako, rote Kragen und Aufschläge und (gelegentlich) grüne Epauletten

Die Dragonerescadron trug dunkelblaue Waffenröcke mit roten Aufschlägen und Kragen, weiße Hosen mit Kavalleriestiefeln und dazu den typischen Helm mit Kamm und einem schwarzen Pferdeschweif.

## Geschichte
Bei der Aufstellung bestand die „Garde municipale de Paris“ aus der 1. und der 2. Demi-brigade mit je zwei Bataillonen zu je fünf Kompanien. Dazu kam das 1. Dragonerregiment mit zwei Escadrons.
Zwischen 1805 und 1812 wurde die Garde als Marschregiment eingesetzt.
Am 12. Februar 1812 wurden die beiden Regimenter zu einem zusammengelegt. Es bestand aus zwei Bataillonen zu je sechs Kompanien (eine Grenadierkompanie, eine Voltigeurkompanie und vier Füsilierkompanien). Der Personalbestand lag bei 2.044 Mann, davon 46 Offiziere. Nach dem versuchten Staatsstreich von Général de brigade Claude François de Malet am 23. Oktober 1812 wurde die Garde aufgelöst.

## Feldzüge

### 1805–1807
Zusammengestellt aus jungen, doch bereits erfahrenen Soldaten, wurde die Truppe in den laufenden Kriegen oftmals zur Unterstützung des aktiven Heeres, so ab 1805 bei der Grande Armée, eingesetzt. Zwischen Oktober 1805 und Februar 1806 standen die beiden ersten Bataillone der Regimenter und auch die Dragonerescadron bei den Besatzungstruppen in den Niederlanden. Dabei wurden Antwerpen, Arnheim und Nimwegen kampflos besetzt.
Im Oktober 1806 wurde ein Marschregiment gebildet, das 1.212 Mann stark war und vom Colonel Rabbe befehligt wurde. Es marschierte über Kassel nach Hamburg. Im Januar 1807 war es an der Belagerung von Danzig beteiligt. Nachdem sich Feldmarschall Friedrich Adolf von Kalckreuth mit der Festung am 24. Mai 1807 ergeben musste, wurde das Regiment in das Reservekorps von Maréchal Jean Lannes eingegliedert, welcher es in der Schlacht bei Friedland in der Vorhut einsetzte. Das Regiment wurde nach Postehnen kommandiert und wies während eines neunstündigen Kampfes zehn russische Angriffe ab. Dieser Kampf war die größte Ruhmestat der Einheit.

### Feldzug in Spanien und Auflösung des Korps
Im Jahre 1808 wurde die „Garde municipale de Paris“ mit zwei Bataillonen zum „2e corps d’observation de la Gironde“ (2. Überwachungskorps an der Gironde) abgestellt. Dieses Korps bestand aus Reserveeinheiten, Schweizer Regimentern und leichter Infanterie. Diese Truppe stand unter dem Kommando von Général Pierre Dupont de l’Étang und marschierte im November in Spanien ein. Die Pariser Garden nahmen an der Schlacht bei Alcolea teil, mit der der Weg nach Cordoba geöffnet wurde. Durch die Niederlage in der Schlacht bei Bailén 1808 geriet die Einheit in Kriegsgefangenschaft. In der Schlacht bei Burgos konnte sie sich 1812 erneut auszeichnen.

## Der versuchte Staatsstreich vom 23. Oktober 1812
Am 23. Oktober 1812 unternahm der aus der Haft entkommene Général Claude François de Malet den Versuch eines Staatsstreichs. Er erschien vor dem Stab der „Garde municipale“ und gab bekannt, dass Napoléon tot sei. Er präsentierte einen gefälschten Senatsbeschluss und unterstellte die Einheit seinem Kommando. Der Kommandant, Colonel Soulier, war davon beeindruckt und fügte sich. Der Staatsstreich war ein paar Stunden später beendet, hatte jedoch gravierende Folgen für die „Garde municipale“. Colonel Soulier und einige seiner Stabsoffiziere wurden, neben anderen, am 29. Oktober füsiliert.
Die Dragoner, die nicht an der Aktion beteiligt waren, wurden am 23. Februar 1813 in das 2e régiment de chevau-légers lanciers de la Garde impériale eingegliedert. Die Infanterie wurde zur Wiederaufstellung des vacant gewesenen „134e régiment d’infanterie de ligne“ verwendet. Es nahm am Feldzug von 1813 in Deutschland teil und wurde dabei so stark dezimiert, dass es aufgelöst werden musste.